# Ethiopische keuken

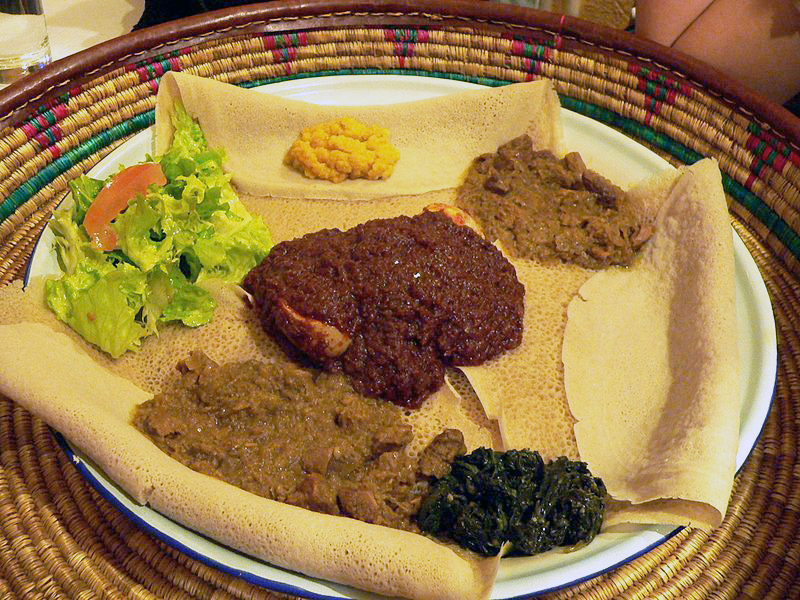
Dit maal bestaat uit injera en verschillende wat. Het is een goed voorbeeld van de Ethiopische keuken.

De Ethiopische keuken (Amhaars: የኢትዮጵያ ምግብ) wordt gekenmerkt door groente- en zeer heet gekruide vleesgerechten. Dit bestaat meestal uit stoofpotgerechten genaamd wat (ook wel gespeld als w'et of wot), die op een injera, een soort zuurdesempannekoek, worden opgediend. Deze pannekoek heeft een diameter van ongeveer 50 centimeter en wordt gemaakt van gegist meel. In Ethiopië wordt uitsluitend met de rechterhand gegeten, waarbij stukjes injera gebruikt worden om voedsel op te pakken. Over het algemeen wordt eetgerei niet gebruikt hierbij.
De Ethiopisch-orthodoxe Kerk schrijft een aantal vastperiodes (Ge'ez: ጾም ṣōm) voor, waarin geen dierlijke producten gegeten mogen worden, waaronder woensdagen, vrijdagen, en het vastentijdseizoen. De Ethiopische keuken kent dan ook veel veganistische gerechten.

## Overzicht
Een gebruikelijk Ethiopisch maal bestaat uit injera en een scherp gekruide stoofpot waar rundervlees, lamsvlees, groenten, of peulvruchten zoals kikkererwten in worden verwerkt.
De keuken van het in Ethiopië woonachtige Guragevolk maakt daarnaast ook gebruik van de onechte bananenplant (enset, Ge'ez: እንሰት inset). Deze plant wordt fijngestampt en gegist. Vervolgens wordt hier een broodachtig product van gemaakt dat qocho of kocho wordt genoemd (Ge'ez: ቆጮ ḳōč̣ō). Dit brood wordt samen met kitfo opgediend. De wortels van deze plant worden tot een poeder vermalen, waarvan een hete drank wordt gezet die bulla wordt genoemd (Ge'ez: ቡላ būlā).

## Kenmerkende ingrediënten
In veel Ethiopische gerechten wordt gebruikgemaakt van berbere, een kruidenmengsel dat bestaat uit chilipeper, knoflook, gember, basilicum, korarima (ook wel bekend als Ethiopische kardemom), wijnruit, ajowan, zwarte komijn, en fenegriek. Een ander belangrijk ingrediënt is niter kibbeh, een soort boterolie waaraan knoflook, gember en een gamma aan kruiden aan toegevoegd zijn. Verder wordt er zowel in de Ethiopische als de Eritrese keuken gebruikgemaakt van mitmita (Amhaars: ሚጥሚጣ), een kruidenmengsel dat bestaat uit piripiri, kardemom-zaadjes, kruidnagel en zout. Het is oranjerood van kleur en soms wordt er kaneel, komijn of gember aan toegevoegd.
Omdat het tijdens het vasten verboden is om dierlijke producten te eten, worden er in de Ethiopische keuken vaak plantaardige oliën gebruikt, waaronder sesamzaadolie en saffloerolie.